# Selección masculina de hockey sobre hierba de Estados Unidos
La selección masculina de hockey sobre césped de Estados Unidos es el equipo nacional que representa a Estados Unidos en las competiciones internacionales masculinas de hockey sobre césped. Es gobernada por la United States Field Hockey Association (USFHA), afiliado a la Federación Panamericana de Hockey (PAFH).

## Resultados

### Juegos Olímpicos
- Los Ángeles 1932: 3.º
- Berlín 1936: 11.º
- Londres 1948: 11.º
- Melbourne 1956: 11.º
- Los Ángeles 1984: 11.º
- Atlanta 1996:  12.º

### Liga Mundial
- 2012-13: 28.º
- 2014-15: 30.º

### Juegos Panamericanos
- 1967: 3.º
- 1971: 5.º
- 1975: 6.º
- 1979: 6.º
- 1983: 4.º
- 1987: 3.º
- 1991: 3.º
- 1995: 3.º
- 1999: 5.º
- 2003: 5.º
- 2007: 7.º
- 2011: 5.º
- 2015: 5.º
- 2019: 3.º
- 2023: 4.º

### Copa Panamericana
- 2000: 5.º
- 2004: 7.º
- 2009: 2.º
- 2013: 4.º